# SCADA
SCADA (eng. Supervisory Control And Data Acquisition) predstavlja računalni sustav za nadzor, mjerenje i upravljanje industrijskim sustavima. Svaki industrijski proces kojeg ima smisla automatizirati odličan je kandidat za primjenu SCADA sustava.
Ovi sustavi u različitim oblicima postoje još od 60-tih godina, a od 90-tih godina 20. stoljeća doživljavaju veliku ekspanziju s pojavom sve bržih i efikasnijih računalnih i mikrokontrolerskih uređaja. Mogu se upotrebljavati za jednostavan nadzor (npr. temperature, vlage u zraku, tlaka), kao i za kompleksan nadzor i upravljanje (npr. proizvodni procesi u tvornicama ili upravljanje željezničkim i cestovnim prometom).
SCADA sustav tipično se sastoji od:
- pretvornika i aktuatora
- RTU (eng. Remote Terminal Unit)
- komunikacijske mreže
- centralne stanice

Pretvornici i aktuatori predstavljaju početak lanca. Oni su električki ili mehanički vezani na proces koji promatramo. Zadaća pretvornika je praćenje vrijednosti tlaka, protoka, temperature, brzine... te da u analognom ili digitalnom obliku podatke o trenutačnom stanju mjerene veličine proslijede RTU-u. Aktuatori primaju informaciju od RTU-a te npr. zatvaraju ili otvaraju ventile.

## Vanjske poveznice
- SCADA FER.hr  Arhivirana inačica izvorne stranice od 23. ožujka 2008. (Wayback Machine)
- UK SCADA security guidelines (engl.)
- BBC NEWS | Technology | Spies 'infiltrate US power grid' (engl.)